# Edson Hurtado
Edson Hurtado Morón (n. Vallegrande, 1980) es un periodista, escritor e investigador boliviano. Ha publicado más de seis libros y ha tenido una extensa carrera como periodista radial y televisivo. Adicionalmente, trabajó como jefe departamental en el Ministerio de Culturas y Turismo de 2013 a 2016 y dirigió la película documental Vallegrandino (2021).

## Biografía
Inició su carrera como presentador radial a los 15 años en Vallegrande. Durante más de una década continuó trabajando en radio, principalmente en emisoras locales. También empezó a trabajar en televisión y fue presentador de programas de entrevistas como Seres de palabras, transmitido en TV Culturas y enfocado en escritores. De entre sus programas de radio se puede mencionar Nuestra noche, transmitido por más de cinco años a nivel nacional por Radio Santa Cruz.
Sus primeras obras literarias fueron los poemarios De sábanas y otras decepciones y ...Y tu nalga también, publicados en 2007 y 2008, respectivamente.
A finales de 2010 publicó la obra biográfica No volveré a querer, en la que exploró la historia del grupo musical Los Taitas del Beni tras un año de investigación sobre el tema. La obra fue un éxito comercial, lo que llevó a la editorial a publicar una segunda edición unos meses después.
A No volveré a querer le siguió el libro de crónicas Ser gay en tiempos de Evo, publicado en 2011 y que reúne las experiencias de personas LGBT bolivianas a través de 133 testimonios. De acuerdo al autor, el libro fue la primera obra de no ficción sobre homosexualidad en el país y la escribió durante un periodo de ocho meses. El libro fue traducido al inglés, portugués y alemán. Hurtado continuó su abordaje de las poblaciones LGBT en su siguiente obra, Indígenas homosexuales (2014), que posteriormente fue reeditada con el título La Madonna de Sorata: Crónicas sobre indígenas homosexuales, y en el que explora la vida de las personas LGBT pertenecientes a comunidades indígenas bolivianas.
En 2016, Hurtado empezó a trabajar en su primera película, un documental titulado Vallegrandino que estrenó en marzo de 2021 a través de internet. La película, que tiene una duración de 100 minutos, explora a partir de la historia de su abuelo la historia, identidad y costumbres de la Provincia Vallegrande a través de testimonios, fotografías, entrevistas y archivos.
A pesar de ser parte de la comunidad LGBT, Hurtado ha afirmado que su forma de hacer activismo es a través de su trabajo académico.

## Obras
Entre las obras de Hurtado se encuentran:
Poesía
- De sábanas y otras decepciones (2007)
- ...Y tu nalga también (2008)

No ficción
- No volveré a querer (2010)[4]
- Ser gay en tiempos de Evo (2011)
- La Madonna de Sorata. Crónicas sobre indígenas homosexuales en Bolivia (2014)